# Bat

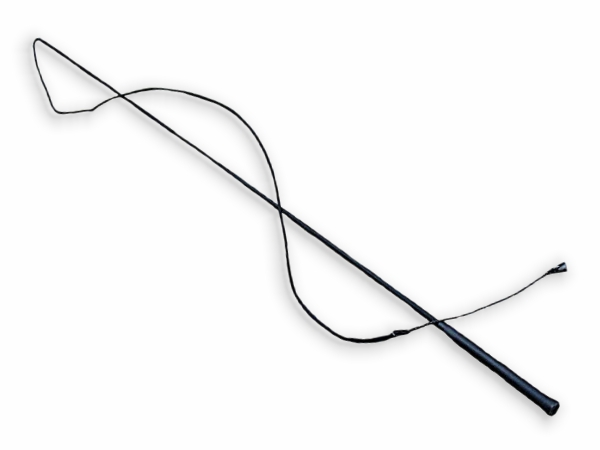
Bat

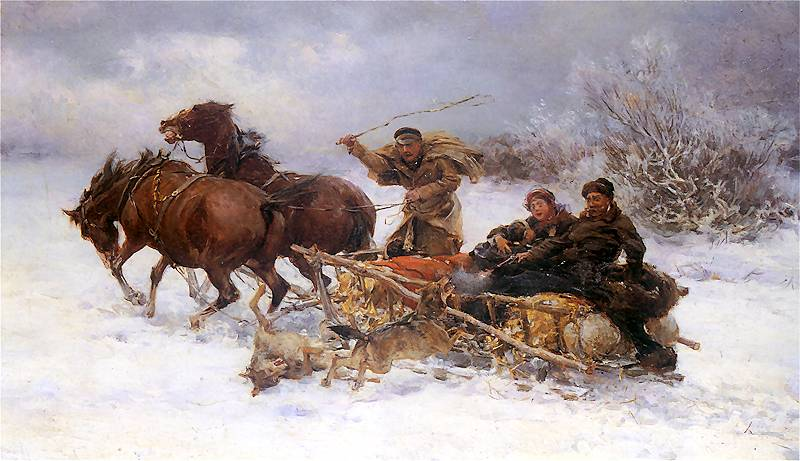
Woźnica popędzający zaprzęg batem. Obraz Wilki napadające na sanie, ok. 1890 r., autor: Alfred Wierusz-Kowalski

Bat (także: bicz) – narzędzie złożone z rzemienia i sznura na pręcie lub kijku, stosowane do popędzania zwierząt, dawniej do wymierzania kar cielesnych, czyli plag. Także chłosta. Specyficznym typem bata jest bat do lonżowania  – z długą rączką i długą końcówką, wykorzystywany między innymi przy lonżowaniu po kole, powożeniu oraz tresurze.